# Tiquilia gossypina
Tiquilia gossypina là loài thực vật có hoa trong họ Mồ hôi. Loài này được (Wooton & Standl.) A.T. Richardson miêu tả khoa học đầu tiên năm 1976.